# اوینومائوس
اوینومائوس (به انگلیسی: Oenomaus)، پسر آرس و هارپنا.
با اوراته ازدواج کرد و صاحب دختری به نام هیپودامیا شد. شرط ازدواج با وی را پیروزی در مسابقهٔ ارابه‌رانی قرار داد. بسیاری در این راه کشته شدند. سرانجام پلوپس به کمک ارابهٔ طلایی و اسب‌های بالداری که از پوسیدون گرفته بودند شرط را برد و اوینومائوس را در طی مسابقه کشت.